# 格吾乡
格吾乡，是中华人民共和国四川省凉山彝族自治州昭觉县曾经下辖的一个乡。2021年1月12日，撤销格吾乡，原格吾乡阿渣克境村和格吾村所属行政区域为特布洛乡的行政区域；原格吾乡井洛村所属行政区域划归日哈乡管辖。

## 行政区划
格吾乡撤销前下辖以下地区：
阿渣克境村、格吾村和井洛村。